# BBS 뉴스
BBS 뉴스는 평일 밤 10시부터 10시 5분까지 방송되었던 BBS FM의 라디오 뉴스 프로그램이다.

## 기획의도 / 개요
- 정식 타이틀 편성표에는 BBS 뉴스로 표기하고 있다.
- 앵커 멘트 모두 BBS 밤 10시 뉴스로 표기하고 있다.

## 방송 시간
- 평일 밤 10시 ~ 10시 5분

## 같이 보기
- BBS 정오종합뉴스
- BBS 경제와 생활뉴스
- BBS 뉴스

| BBS FM 평일 프로그램   |                    |                    |
| 이전                   | BBS 뉴스           | 다음               |
| 송민경의 아무튼 트로트 | BBS 뉴스           | 밤의 창가에서      |
| 밤 9시 ~ 10시          | 밤 10시 ~ 10시 5분 | 밤 10시 5분 ~ 12시 |
|                        |                    |                    |

| BBS광주불교방송 평일 프로그램 |                    |                    |
| 이전                          | BBS 뉴스           | 다음               |
| 송민경의 아무튼 트로트        | BBS 뉴스           | 밤의 창가에서      |
| 밤 9시 ~ 10시                 | 밤 10시 ~ 10시 5분 | 밤 10시 5분 ~ 12시 |
|                               |                    |                    |